# Araçari-mulato
O araçari-mulato (Pteroglossus beauharnaesii) é uma espécie de ave amazônica da família Ramphastidae. Mede cerca de 42 centímetros de comprimento. Se caracteriza por sua cabeça apresentar uma crista de penas endurecidas e enroladas. Também é conhecido como araçari-arrepiado e araçari-crespo.

## Etimologia
"Araçari" origina-se do termo tupi arasa'ri.